# 로버트 할데인
로버트 할데인(Robert Haldane; 1764년 2월 28일 - 1842년 12월 12일)은 기독교 작가이며, 스코틀랜드 출신 신학자이다. <로마서 주석>, <성경의 영감에 대해> 등이 주요 저서이다.

## 복음전파
할데인의 가정교사는 고스포트의 데이비 보그였다. 프랑스 혁명의 발발에 대하여 읽은 뒤, 그는 프랑스와의 전쟁에 대하여 강하게 반발하였다. 그는 기독교를 전파하는 데, 자신을 바치기로 결심하였다. 1795년에 그의 형인 제임스가 회심한 뒤 바로, 그도 복음주의 교회에 전향하였다. 1795년에, 영국 선교협회의 최초 회원중의 한 명이 된 뒤 곧 회심하였다. 그는 영국 정부와 동인도 회사에 에어드리 부동산을 팔아서 벵갈에 큰 선교사업을 하려고 했으나, 동인도 회사의 거절로, 그의 선교의 꿈은 좌절되었다.
1797년 12월에, 그는 " 가정에서 복음의 전파를 위한 협의회"를 설립하는 데, 그의 형제와 여러 명들을 동원하였다.
그는 조지 휫필드의 설교에 영감을 받아서 스코틀랜드 전역에 설교 센타를 지었다.